# 1958-as Formula–1 argentin nagydíj
Az argentin nagydíj volt az 1958-as Formula–1 világbajnokság szezonnyitó futama, amelyet 1958. január 19-én rendeztek meg az argentin Autódromo Oscar Alfredo Gálvezen, Buenos Airesban.

## Futam

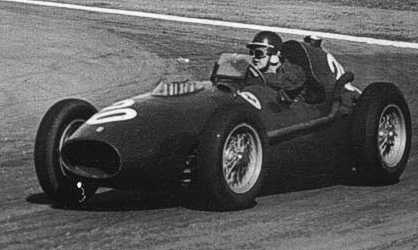
Mike Hawthorn a verseny közben a Ferrarival

Mivel a szezonnyitó nagydíjra sem a Vanwall, sem pedig a BRM nem készült el autójával, így mindössze tíz versenyző utazott el Buenos Airesbe. A Ferrari a régi Lanciák helyett az új Dino 246-os modellekkel nevezett a versenyre Mike Hawthornnal, Peter Collinsszal és Luigi Mussóval. A Maserati gyári csapata pénzügyi gondok miatt az előző év végeztével kivonult a Formula–1-ből, így a magáncsapatok vették át a 250F-eseket. Juan Manuel Fangio és Carlos Menditeguy Scuderia Sud Americana néven állt össze, de Jean Behra és Harry Schell is talált magának privát autót. Stirling Moss Vanwallja sem lett startrakész, ezért Rob Walker kis Cooper-Climax T43-asával nevezett be a futamra. Az időmérőn Fangio volt a leggyorsabb Mike Hawthorn, Collins és Behra előtt. A rajtnál Behra állt az élre, Collins viszont hamar kiállni kényszerült a kardántengely meghibásodása miatt. A 2. körben Hawthorn vette át a vezetést, akit Behra és Fangio követett. A 10. körben az argentin megelőzte Hawthornt, míg időközben Moss Luigi Musso, Behra és Hawthorn elé került. Miután Fangio kiállt a boxba új gumikért, visszaesett Moss, Behra és Musso mögé. Behra megcsúszott, Fangio motorjában pedig kihagyott a gyújtás, így Musso feljött a második helyre, Hawthorn elé. Musso arra várt, hogy Moss kiálljon, ezért nem hajott annyira, míg túl késő nem volt, így az olasz közvetlenül a brit után ért célba, aki megszerezte a Cooper és a farmotoros autók első győzelmét a sportágban.
| Helyezés | Rajtszám | Versenyző          | Csapat/Motor  | Futott kör | Idő/Kiesés oka | Rajthely | Pont |
| -------- | -------- | ------------------ | ------------- | ---------- | -------------- | -------- | ---- |
| 1        | 14       | Stirling Moss      | Cooper-Climax | 80         | 2h19:33,7      | 7        | 8    |
| 2        | 16       | Luigi Musso        | Ferrari       | 80         | + 2,7          | 5        | 6    |
| 3        | 20       | Mike Hawthorn      | Ferrari       | 80         | + 12,6         | 2        | 4    |
| 4        | 2        | Juan Manuel Fangio | Maserati      | 80         | + 53,0         | 1        | 4    |
| 5        | 4        | Jean Behra         | Maserati      | 78         | + 2 kör        | 4        | 2    |
| 6        | 8        | Harry Schell       | Maserati      | 77         | + 3 kör        | 8        |      |
| 7        | 6        | Carlos Menditéguy  | Maserati      | 76         | + 4 kör        | 6        |      |
| 8        | 10       | Paco Godia         | Maserati      | 75         | + 5 kör        | 9        |      |
| 9        | 12       | Horace Gould       | Maserati      | 71         | + 9 kör        | 10       |      |
| Ki       | 18       | Peter Collins      | Ferrari       | 0          | Féltengely     | 3        |      |

## Statisztikák
- A versenyen vezettek: Jean Behra 1 kör (1.), Mike Hawthorn 8 kör (2–9.), Juan Manuel Fangio 25 kör (10–34.) és Stirling Moss 46 kör (35–80.).
- Ez volt a Cooper első győzelme.
- Stirling Moss 7. diadala volt a Formula–1 első nem gyári csapat győzelme.
- Itt szerezte meg Juan Manuel Fangio utolsó (29.) első rajthelyét (R) és futotta meg utolsó (23.) leggyorsabb körét (R).